# Kalia
Kalia (punyabi: كاليا), español: es una película paquistaní de acción dirigida y escrita por Waheed Dar, coproducida por Farooq Malik, y Mohammad Aslam Butt, bajo la bandera de la producción Pakistán. Es una secuela del clásico de culto
El elenco revelado incluye a Sultán Rahi interpretando el papel principal junto a Mustafa Qureshi, Mumtaz y Iqbal Hassan.

## Reparto
- Sultán Rahi: Kalia
- Mumtaz
- Mustafa Qureshi  : Inspestr Jamal
- Nazli
- Iqbal Hassan : Akou
- Afzal Ahmad
- Ilyas Kashmiri
- Saawan
- Tani Begham
- Talat Siddiqi
- Jagi Malik As Guest/Extra (Actors)
- Altaf Khan
- Seema
- Sajjad Kasoor
- Zahir Shah
- Talish
- Adeeb